# Vassili Smirnov
Vassili Pavlovitch Smirnov (en russe : Василий Павлович Смирнов), né le 18 décembre 1908 à Serpoukhov et mort le 12 juin 1987 dans la même ville, est un joueur et entraîneur de football, ainsi qu'un joueur de hockey sur glace et de bandy soviétique.
Il est surtout connu pour avoir fini au rang de meilleur buteur du championnat d'URSS de football lors de la saison 1937 avec 8 buts, à égalité avec les joueurs Boris Paichadze et Leonid Roumiantsev.

## Statistiques
| Saison                | Club                  | Championnat           | Championnat | Championnat | Coupe(s) nationale(s) | Coupe(s) nationale(s) | Total | Total |
| Saison                | Club                  | Division              | M.          | B.          | M.                    | B.                    | M.    | B.    |
| 1936                  | Dynamo Moscou         | D1                    | 13          | 10          | 1                     | 0                     | 14    | 10    |
| 1937                  | Dynamo Moscou         | D1                    | 14          | 8           | 7                     | 8                     | 21    | 16    |
| 1938                  | Dynamo Moscou         | D1                    | 3           | 4           | 1                     | 0                     | 4     | 4     |
| 1939                  | Dynamo Moscou         | D1                    | 9           | 5           | 1                     | 0                     | 10    | 5     |
| Total sur la carrière | Total sur la carrière | Total sur la carrière | 39          | 27          | 10                    | 8                     | 49    | 35    |

## Palmarès

### Football
Dynamo Moscou
- Champion d'Union soviétique au printemps 1936 et en 1937.
- Meilleur buteur du championnat soviétique en 1937.
- Vainqueur de la Coupe d'Union soviétique en 1937.

### Hockey sur glace
Dynamo Moscou
- Champion d'Union soviétique en 1936.
- Vainqueur de la Coupe d'Union soviétique en 1937 et 1938.